# Hans Sigismund von Lestwitz

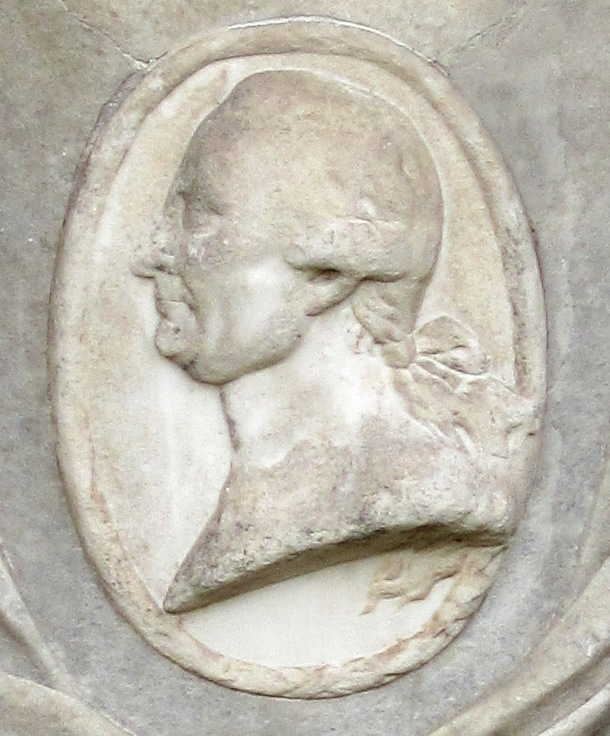
Bildnis Hans Sigismund von Lestwitz am Grab in Kunersdorf von Johann Gottfried Schadow

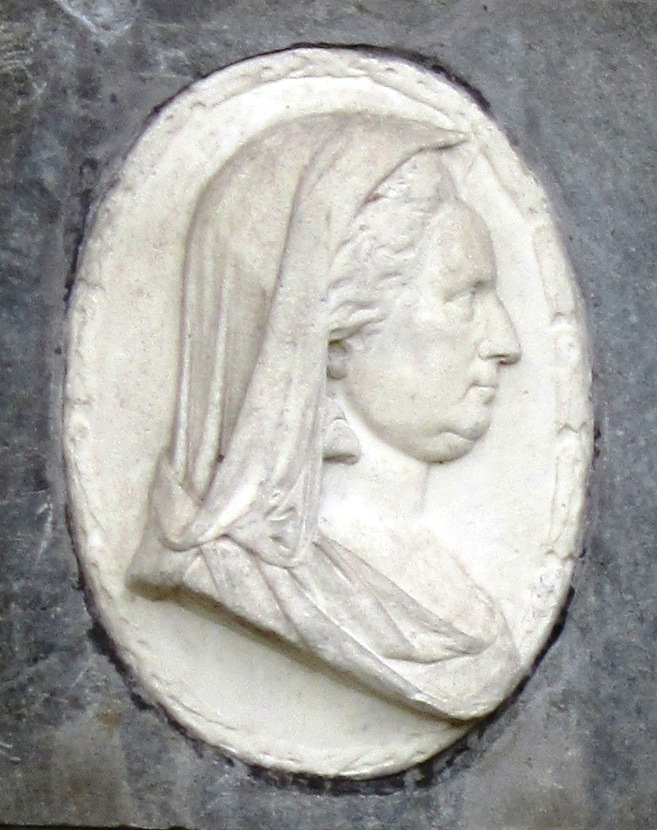
Catharina Charlotte von Tresckow (1734–1789), seine Ehefrau

Hans Sigismund von Lestwitz (* 19. Juni 1718 in Kontopp im Fürstentum Glogau; † 16. Februar 1788 in Berlin) war ein preußischer Generalmajor der Infanterie und wurde von Friedrich II. aufgrund seiner Verdienste in der Schlacht bei Torgau besonders geehrt.
Sein Vater war der Generalleutnant Johann Georg von Lestwitz, seine Mutter Helene war eine geborene Freiin von Kottwitz. Die Familie von Lestwitz, die in männlicher Linie mit Hans Sigismund ausstarb, gehörte zu den alten schlesischen Familien.

## Leben
Er begann seine militärische Laufbahn 1734 als Fahnenjunker im Infanterieregiment des Generalfeldmarschalls Kurt Christoph von Schwerin in Frankfurt an der Oder. Im Ersten und Zweiten Schlesischen Krieg tat er sich in Schlachten und Gefechten bei Mollwitz, Czaslau, Hohenfriedberg und Soor hervor. Nach der Schlacht von Lobositz wurde ihm der Orden Pour le Mérite verliehen, 1760 wurde er Major im Infanterieregiment „Alt-Braunschweig“.
In der äußerst verlustreichen Schlacht bei Torgau am 3. November 1760 konnte er einen entscheidenden Beitrag zum preußischen Sieg leisten, indem er zerstreute Truppenteile sammelte und in einen erneuten Angriff führte. Friedrich II. hatte nach einem fehlgeschlagenen Angriff auf die Stellung der Österreicher, von einer Kartätschenkugel verletzt, das Schlachtfeld verlassen und das Kommando dem Generalleutnant Johann Dietrich von Hülsen überlassen. Er beobachtete Lestwitz bei seinen Bemühungen um eine Neuaufstellung der fliehenden Truppen und ließ sich dieselben erklären. Darauf sicherte er ihm seinen ewigen Dank zu, was von besonderer Bedeutung war, da Lestwitzs Vater Johann Georg von Lestwitz 1757 wegen der Aufgabe der Festung Breslau bei ihm in Ungnade gefallen und hart bestraft worden war.
Lestwitz konnte drei Bataillone sammeln und Hülsen zuführen, der sie erneut in die Schlacht lenkte und damit dem Angriff des Husarenregiments von Hans Joachim von Zieten auf die Süptitzer Höhen entscheidende Unterstützung lieferte.
Durch den Tod des Markgrafen Karl Friedrich Albrecht von Brandenburg-Schwedt 1762 fielen dessen Güter bei Frankfurt (Oder) an die Krone zurück. Nach dem Hubertusburger Frieden teilte Friedrich II. diese Begüterungen auf die beiden von ihm mit besonderem Dank bedachten Offiziere auf: Hans Sigismund von Lestwitz bekam das Gut Friedland, Joachim Bernhard von Prittwitz, der den König in der Schlacht von Kunersdorf vom Schlachtfeld geführt hatte, bekam Quillitz. In den Wanderungen durch die Mark Brandenburg von Theodor Fontane findet dieser Umstand eine besondere Erwähnung: Fontane zitiert das zeitgenössische Sprichwort „Lestwitz a sauvé l’etat, Prittwitz a sauvé le roi.“ (Lestwitz hat den Staat, Prittwitz den König gerettet.) Weiterhin bekamen die Stabsoffiziere des Regiments von Lestwitz eine goldene Medaille.
1765 wurde Lestwitz zum Oberst, 1766 zum Chef des Leib-Grenadier-Regiments ernannt. Nach seiner Teilnahme am Bayerischen Erbfolgekrieg nahm er 1779 seinen Abschied. 1788 starb er in Berlin.
Seine Tochter Helene Charlotte wurde als Frau von Friedland bekannt.